# 奧羅拉·佩里紐
奧羅拉·羅賓森·佩里紐（英語：Aurora Robinson Perrineau，1994年9月23日— )或簡稱奧羅拉·佩里紐（英語：Aurora Perrineau），是一位美國女演員和模特兒，較知名的是因在2015年電影《禁愛世界》飾演Iris一角。

## 電影
- 2015年《禁愛世界》（Equals）-Iris
- 2016年《星際過客》（Passengers）-Celeste

## 外部連結
- 奧羅拉·佩里紐在互联网电影资料库（IMDb）上的資料（英文）
- 奧羅拉·佩里紐的X（前Twitter）
- 奧羅拉·佩里紐的Instagram帳戶